# Mathilde Blind

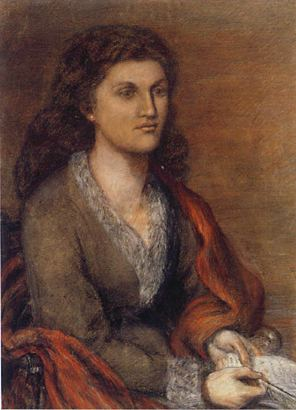
Lucy Madox Brown: Mathilde Blind (ohne Jahr)

Mathilde Blind (* 21. März 1841 in Mannheim; † 26. November 1896 in London) war eine englische Schriftstellerin deutscher Herkunft, die besonders für ihre Gedichtbände, Biografien und Übersetzungen bekannt ist.

## Leben
Blind wurde in Mannheim als Mathilde Cohen geboren, nahm jedoch schon als Kind den Namen ihres Stiefvaters, des Revolutionärs Karl Blind an. Ihr leiblicher Vater, ein jüdischer Bankier, starb kurz nach ihrer Geburt. Als Mathilde Blind acht Jahre alt war, musste die Familie aufgrund des Engagements von Karl Blind in der Revolution von 1848/49 zunächst nach Belgien, dann nach London fliehen. Im Haus der Blinds in London verkehrten regelmäßig revolutionäre Denker wie Louis Blanc, Joseph Mazzini und Giuseppe Garibaldi, was Mathilde Blind nachhaltig prägte; sie selbst veröffentlichte feministische  Schriften, ihr Bruder Ferdinand Cohen-Blind verübte 1866 ein Attentat auf Otto von Bismarck. Mathilde Blind trat schon in ihrer Jugend als Glaubenskritikerin auf und wurde mit dem Vorwurf des Atheismus aus der Schule ausgeschlossen. Sie eignete sich ein breites Wissen in vielen Gebieten autodidaktisch an. Mit achtzehn Jahren reiste sie alleine durch die Schweiz; mit dreißig verließ sie ihr Elternhaus. Ihr ganzes Leben lang unternahm sie zahlreiche Reisen, unter anderem nach Ägypten, Schottland und Kontinentaleuropa, die sie auch in ihrem Werk verarbeitete. Blind heiratete nie und pflegte gesellschaftliche Kontakte vor allem mit Frauen. Sie blieb stets dem Feminismus eng verbunden. Nach ihrem Tod vermachte sie ihr Vermögen einer Einrichtung, die sich um die Bildung von Frauen kümmerte.

## Werk
Blind bewunderte zeitlebens die romantische Dichtung, insbesondere Percy Bysshe Shelley und Lord Byron. Zu Buchausgaben dieser beiden steuerte sie jeweils ein Vorwort bei. Ihr erstes eigenes Gedicht von 1859 trägt den Titel Ode to Schiller. Später verfasste sie Biografien der von ihr verehrten George Eliot und Madame Roland und übersetzte unter anderem David Friedrich Strauß’ Der alte und der neue Glaube ins Englische. Außerdem ist sie Autorin zahlreicher Gedichte, die sie teilweise unter dem Pseudonym Claude Lake veröffentlichte. Zu Lebzeiten erschienen unter anderem die Bände The Prophecy of St. Oran (1881), The Heather on Fire (1886), The Ascent of Man (1888), Songs and Sonnets (1893) und Birds of Passage (1896). The Ascent of Man gilt als Blinds ambitioniertestes Werk. Es ist eine epische Dichtung, die sich mit der Evolutionstheorie beschäftigt, einem Thema, dass sie mehrfach verarbeitete. Ihr einziger Roman, Tarantella, hatte zu ihrer Zeit keinen großen Erfolg. Neben literarischen Werken schrieb Mathilde Blind auch Literaturkritik und hielt Vorlesungen. Heute gehört sie zu den weniger bekannten Schriftstellerinnen ihrer Zeit. Ihr Werk wird vor allem im Bereich der feministischen Literaturtheorie rezipiert. Es vereint typische Eigenschaften der Literatur der Romantik und des Viktorianischen Zeitalters.

## Bibliografie
- Poems by Claude Lake (1867)
- The Old Faith and the New (1873, Übersetzung von David Friedrich Strauß’ Der alte und der neue Glauben)
- The Prophecy of St. Oran (1881)
- George Eliot (1883)
- Tarantella: a Romance (1885)
- The Heather on Fire (1886)
- Madame Roland (1886)
- The Ascent of Man (1889)
- Dramas in Miniature (1891)
- Songs and Sonnets (1893)
- Birds of Passage: Songs of the Orient and Occident (1896)

## Belege
1. ↑  Lorna Sage (Hrsg.): The Cambridge Guide to Women's Writing in English, Cambridge University Press: Cambridge (1999), S. 68
2. 1 2  Paul und June Schlueter (Hrsg.): An Encyclopedia of British Women Writers, Rutgers University Press: New Brunswick/London (1998), S. 60
3. 1 2  Virginia Blain, Patricia Clements, Isobel Grundy (Hrsg.): The Feminist Companion to Literature in English, Batsford: London (1990), S. 105f.